# Ercole Abbati
Ercole Abbati, o dell'Abate (Modena, 1573 – Modena, 20 gennaio 1613), è stato un pittore italiano.

## Biografia
Era figlio di Giulio Camillo Abate e nipote di Niccolò. Nacque probabilmente a Modena, anche se il Bénézit sottolinea che a quell'epoca la famiglia si trovava ancora in Francia, essendo il padre attivo a Fontainebleau. Era sicuramente a Modena nel 1592, anno in cui gli nacque il figlio Pietro Paolo.

## Opera
Le fonti antiche lo considerano buon pittore, il migliore fra i discendenti di Niccolò, ma dedito ad una condotta di vita irregolare che gli impedì la piena realizzazione professionale. Gli sono attribuiti alcuni dipinti in diverse chiese modenesi; sicuramente suoi sono gli affreschi raffiguranti Storie della vita di Ercole in una sala del Palazzo comunale di Modena. Il Pallucchini trovò nel suo stile riflessi dello Schedoni.